# Crataegus longipes
Crataegus longipes es una especie de planta del género Crataegus, perteneciente a la familia Rosaceae.

## Taxonomía
Crataegus longipes fue descrita por Antonina Poyárkova en 1964.

## Distribución
Se encuentra en el territorio este de Turquía hasta Siria.